# Johan Museeuw
Johan Museeuw (ur. 13 października 1965 w Varsenare) – belgijski kolarz szosowy, mistrz świata i dwukrotny zdobywca Pucharu Świata. „Łowca klasyków”.
Nazywany Lwem z Flandrii. Był mistrzem klasycznych wyścigów jednodniowych; wygrał 11 wyścigów w ramach Pucharu Świata. Odniósł łącznie w karierze 101 zwycięstw.

## Kariera sportowa
"Lew z Flandrii” zaczynał ściganie wśród zawodowców jako sprinter w belgijskiej ekipie ADR. Drużyna ta zdołała w 1989 roku dowieźć Amerykanina Grega LeMonda do drugiego zwycięstwa w Tour de France. Sam Museeuw po raz pierwszy pokazał się z dobrej strony szerszej publiczności w sezonie 1989, gdy zajął trzecie miejsce w „klasyku sprinterów” Paryż-Tours (za Holendrem Jelle Nijdamem i swym rodakiem Erikiem Vanderaerdenem), zaś podczas Touru finiszował też trzeci na czwartym etapie z metą w Wasquehal (gdzie również wygrał Nijdam). Nową dekadę Museeuw powitał już w ekipie Lotto i w kolejnej edycji „Wielkiej Pętli” triumfował na dwóch etapach: czwartym do Mont Saint Michel (na słynnej przypływowej wyspie) oraz bardzo prestiżowym ostatnim do Paryża na Polach Elizejskich. Niemniej rywalizację o zieloną koszulkę najlepszego sprintera TdF przegrał z Niemcem jeszcze wówczas z NRD Olafem Ludwigiem. Rok później nie był już na tyle szybki by zostawić w pokonanym polu wszystkich najlepszych sprinterów świata, lecz za to nabrał większej wytrzymałości i doświadczenia potrzebnego do odnoszenia sukcesów w wyścigach klasycznych. W kwietniu zajął drugie miejsce w rodzimym klasyku Dookoła Flandrii (Ronde van Vlaanderen) za rodakiem Edwigiem Van Hooydonckiem, zaś w sierpniu odniósł swe pierwsze pucharowe zwycięstwo na trasie Mistrzostw Zurychu (Meisterschaft von Zurich). Sezon 1991 zakończył na piątym miejscu w klasyfikacji indywidualnej UCI (w czołowej „10” tego rankingu utrzymywał się do roku 1997 włącznie) i łącznej klasyfikacji Pucharu Świata (w sumie dziewięć razy ukończy ten cykl w czołowej „10” w tym pięć razy na podium).

### Początki wielkich sukcesów
W następnym roku Museeuw został mistrzem Belgii, ponownie zajął drugie miejsce w klasyfikacji sprinterskiej TdF (tym razem za Francuzem Laurentem Jalabertem), zaś w ramach PŚ finiszował drugi w holenderskim Amstel Gold Race (za Ludwigiem) i trzeci w Mediolan-San Remo (za Irlandczykiem Seanem Kellym i Włochem Morenem Argentinem). Po przejściu do ekipy GB-MG (gdzie w sezonie 1993 był kolegą Zenona Jaskuły) spotkał się z dyrektorem sportowym Patrickiem Lefevre i tak zaczęła się wielce udana blisko 12-letnia współpraca tych dwojga. Już w 1993 roku Museeuw zdołał wygrać Ronde van Vlaanderen i Paryż-Tours, lecz w klasyfikacji łącznej PŚ uległ Włochowi Mauriziowi Fondriestowi. Dzięki wygranej wraz z kolegami jeździe drużynowej na czas oraz udziale w udanej ucieczce na etapie siódmym do Chalons-sur-Marne został dwudniowym liderem TdF, a chwilowe prowadzenie stracił na rzecz Baska Miguela Induráina po czasówce wokół Lac de Madine. Natomiast w klasyfikacji sprinterskiej „Wielkiej Pętli” raz jeszcze zajął drugą pozycję, a tym razem pokonał go Uzbek Dżamolidin Abdużaparow. W deszczowym wyścigu o Mistrzostwo Świata w Oslo był bliski medalu. Wszystkim uciekł niespełna 22-letni Amerykanin Lance Armstrong, zaś finisz po srebro wygrał Induráin, przed Ludwigiem i Museeuwem. Podczas sezonu 1994 znów był liderem TdF (tym razem trzydniowym również do czasu pierwszej długiej czasówki wygranej przez Induráina). Puchar Świata znów skończył na drugim miejscu, bo choć po drodze był najlepszy w Amstel Gold Race oraz drugi we Flandrii (RvV – gdzie o milimetry uległ Włochowi Gianniemu Bugno) i w Zurychu (MvZ) to ogólnie lepszy okazał się od niego Włoch Gianluca Bortolami.

### Szczytowa forma (1995–1996)
Choć profesjonalna kariera Museeuwa była długa i obfitująca w sukcesy niemal do samego końca to jednak szczyt jego powodzenia przypadł na lata 1995-1996. Od roku 1995 Museeuw zaczął reprezentować najbogatszy zespół w zawodowym peletonie czyli włoski Mapei. W sezonie 1995 wreszcie dopiął swego i wygrał klasyfikację ogólną Pucharu Świata w dużej mierze dzięki swym drugim zwycięstwom w Ronde van Vlaanderen i Meisterschaft von Zurich. Jako że potrafił także dobrze jeździć na czas stać go było w owym czasie również na zwycięstwo w generalnej klasyfikacji pagórkowatej etapówki Quatre Jours de Dunkerque czy nawet GP Eddy’ego Merckxa – impreza ta była jeszcze wówczas rozgrywana w formule solowej czasówki, zaś Museeuw pokonał na niej takich specjalistów samotnej walki z czasem jak Belg Johan Bruyneel czy Szwajcar Tony Rominger. Sezon 1996 był dla niego jeszcze lepszy. Na wiosnę wygrał po raz pierwszy, aczkolwiek stało się to trochę za „wcześniejsze zasługi” bowiem kolarze Mapei w trójkę dojechali do velodromu w Roubaix blisko trzy minuty przed najlepszym z rywali i to Lefevre ustalił kolejność na mecie: 1. Museeuw, 2. Bortolami, 3. Włoch Andrea Tafi. Jako że tej samej wiosny był jeszcze trzeci w RvV i AGR, zaś latem w Leeds International Classic i MvZ, jego drugie zwycięstwo w PŚ nie podlegało najmniejszej dyskusji. Na dodatek w czerwcu po raz drugi został mistrzem swego kraju, zaś w październiku zwyciężył na mistrzostwach świata w Lugano. Pomimo bardzo ciężkiej trasy gdzie na każdej z 15 rund trzeba było pokonać dwa podjazdy o łącznej sumie przewyższeń 300 metrów (w teorii bardziej sprzyjającej specjalistom od górzystych klasyków takich jak: Liège-Bastogne-Liège czy Giro di Lombardia) Museeuw jako jedyny wytrzymał atak miejscowego tj. włoskojęzycznego Szwajcara Maura Gianettiego, a na następnie dość łatwo wyprzedził go na finiszu. W 1996 roku wystartował także na igrzyskach olimpijskich w Atlancie, zajmując dziesiąte miejsce w wyścigu ze startu wspólnego.

### Wypadki i kolejne zwycięstwa
Następny rok miał wyraźnie słabszy, bowiem generalne zwycięstwa w Driedaagse van De Panne-Koksijde i Quatre Jours Dunkerque oraz „tylko” trzecia lokata w Paryż-Roubaix były jedynymi powodami do umiarkowanego zadowolenia. Sezon 1998 zaczął odrodzony i na przełomie marca i kwietnia wygrał kolejno: po raz drugi GP E-3 Harelbeke i Brabantse Pijl oraz już po raz trzeci Ronde van Vlaanderen, lecz zaledwie tydzień później uległ ciężkiemu wypadkowi w Lasku Arrenberg podczas przejazdu przez najcięższy sektor bruku na trasie Paryż-Roubaix. Na domiar złego w trakcie leczenia złamanej nogi wdało się poważne zakażenie i groziła mu nawet jej amputacja z powodu gangreny. Reszta sezonu była stracona, gdyż po wyjściu ze szpitala kolarz musiał wręcz od nowa uczyć się chodzić i jeździć na rowerze. Jednak następnej wiosny (1999) „Lew” był już sobą i to prawie tak mocny jak przed ową kontuzją. Po raz drugi w karierze wygrał Dwars door Vlaanderen, zaś we wielkiej Ronde (RvV) uległ tylko swym młodszym rodakom Peterowi Van Petegemowi i Frankowi Vandenbroucke'owi. Sezon 2000 rozpoczął od zwycięstw w Omloop Het Volk (pierwszego) i Brabanste Pijl (już trzeciego w karierze), zaś w kwietniu po 40-kilometrowym solowym rajdzie wygrał swój drugi Paryż-Roubaix, a linię mety przekraczał wskazując na (niegdyś zagrożoną) lewą nogę. Na jesieni 2000 roku uległ jednak kolejnemu zagrażającemu życiu wypadkowi jadąc z żoną i synem na Harleyu Davidsonie po swej okolicy. Po urazie głowy przez trzy tygodnie leżał nieprzytomny w szpitalu, lecz i z tych „ciężkich terminów” wydobył się we właściwym dla siebie stylu.

### Powrót do formy
W kwietniu 2001 roku ex-kolarze Mapei już pod nowym szyldem Domo ponownie zdominowali „Piekło Północy” (czyli Paryż-Roubaix) i w końcówce wyścigu w 7-osobowej czołówce było ich aż czterech. Zmęczyli swych jedynych rywali (Belga Ludo Dierckxsensa, Amerykanina George’a Hincapie i Niemca Steffena Wesemanna) ciągłymi „skokami”, lecz po zwycięstwo sięgnął ostatecznie Holender Servais Knaven, zaś Museeuw najsilniejszy na trasie musiał zadowolić się „tylko” drugim miejscem. W sezonie 2002, który rozpoczął od swego drugiego zwycięstwa w Omloop Het Volk podjął ostatnią, poważną próbę wygrania całego Pucharu Świata. Najpierw w kwietniu wygrał po kolejnym długim rajdzie setną edycję Paryż-Roubaix, zaś w sierpniu najszybciej finiszował z 9-osobowej czołówki na mecie niemieckiego HEW Cyclassics w Hamburgu. Pomimo tego w ostatecznym rozrachunku minimalnie (o skromne 9 punktów) uległ swemu przyszłemu koledze z zespołu Quick Step Włochowi Paolowi Bettiniemu. W 2003 roku Bettini już niepodzielnie panował na trasach wyścigów o Puchar Świata, zaś Museeuw był w nich niemal niewidoczny.

### Zakończenie kariery i afera dopingowa
Skończywszy 38 lat postanowił zakończyć karierę, lecz dopiero po zaliczeniu jeszcze jednej sesji wiosennych klasyków. Chciał się bowiem pożegnać w wielkim stylu (zwycięstwem w Ronde bądź w Roubaix) i był bliski zrealizowania tego celu gdyż w końcówce „Piekła Północy” znalazł się w składzie 5-osobowej czołówki. Niestety defekt na ostatniej sekcji bruku w Hem pozbawił go szansy powalczenia o czwarte zwycięstwo w tym wyścigu. Zajął ostatecznie piąte miejsce kończąc ściganie u boku swego największego rywala pośród rodaków czyli Van Petegema. Wyścig wygrał niespodziewanie Szwed Magnus Bäckstedt), a Museeuw pożegnał się ze swoim ulubionym wyścigiem przyjacielskim uściskiem dłoni z Van Petegemem. Ostatnim startem Museeuwa był występ 14 kwietnia w Grote Scheldeprijs gdzie stary mistrz pomógł w zwycięstwie swemu uczniowi Tomowi Boonenowi.
Cień na bogatą karierę Museeuwa położyła afera dopingowa w 2003 roku z weterynarzem Jose Landuytem w roli głównej. „Lew z Flandrii” uznany został przez Belgijską Federację Kolarską za winnego korzystania „z usług” tego lekarza i w październiku (czyli już po zakończeniu kariery) zdyskwalifikowano go na cztery lata, z czego dwa w zawieszeniu – a to nie pozwoli mu w najbliższym czasie podjąć umówionej z szefostwem swej byłej grupy pracy w charakterze dyrektora sportowego Quick Step.
W styczniu 2007 roku w wywiadzie dla gazety „Le Soir” przyznał się do zażywania środków dopingujących pod koniec swojej kariery. 16 grudnia 2008 roku sąd ukarał go za to karą 10 miesięcy pozbawienia wolności (w zawieszeniu) oraz grzywną w wysokości 2500 euro.
Obecnie zajmuje się prowadzeniem własnej firmy składającej rowery – Museeuw Bikes, z siedzibą w Lokeren.

## Przynależność drużynowa
- ADR (1988–1989)
- Lotto (1990–1992)
- GB-MG (1993–1994)
- Mapei (1995–2000)
- Domo (2001–2002)
- Quick Step (2003–2004)

## Najważniejsze sukcesy
- mistrz świata 1996
- wygrane dwa etapy Tour de France 1990
- wygrane w Pucharze Świata:
  - Paryż-Roubaix 1996, 2000, 2002
  - Tour des Flanders 1993, 1995, 1998
  - Paryż-Tours 1993
  - Amstel Gold Race 1994
  - Mistrzostwa Zurychu 1991, 1995
  - HEW-Cyclassics Hamburg 2002